# ポチッとにゃ〜
『ポチッとにゃ〜』（英語版タイトル：Pochi and Nyaa）は、2003年12月24日にタイトーから発売されたアーケード用落ち物パズル（メーカー公称：落ち物系のび〜るパズル）。開発・製作は当時コンパイルから業務を引き継いだアイキが行っており、エイブルコーポレーションとビスコが開発協力している。
2004年10月28日にはバンダイ（後のバンダイナムコエンターテインメント）よりPlayStation 2移植版が発売された。アーケード版から演出の強化や新キャラクターの追加などが行われている。

## 概要
本作はコンパイルとタイトーの業務提携により発表された作品で、当初は2002年9月中旬にNAOMI基板での稼働が予定されていた。だがその後、コンパイルの倒産などの影響により発売延期を繰り返し、紆余曲折を経て開発基板を変更し、コンパイルから業務を引き継いだアイキによる開発およびエイブルコーポレーションとビスコの協力によるMVSへの移植作業を経て、タイトー発売で2003年末に稼動することになった。NAOMI版の開発時に発表されていた登場キャラクターは、実際に稼動したアーケード版で一部未登場となったが、後にバンダイ発売のPS2版の追加キャラクターとして復活することになった。
2005年11月より、本作を含むアイキの所有していた知的財産権がD4エンタープライズへ移行している。

## ゲームシステム
8方向レバーの移動と3ボタン（左回転、右回転、はり）で操作を行う。4色以上は繋げても消えないが、いわゆるブロックの分岐を繋げることがポイントとなっている。ねこを長く繋げてからはりにチェンジして消すと高得点を狙える。画面の上にはお邪魔ブロックの数が表示しているが、ブロックを置くと送られてきたお邪魔ブロックが落下する。画面に表示されるドクロマークに到達するとゲームオーバーとなる。

### モード
このゲームには3つのモードがある。プレイヤーが任意のものを選択する。
- ポチにゃ〜アタック
- ひとりでポチにゃ〜
- ふたりでポチにゃ〜

## ストーリー
あの祭から千年後。様々な神が住む天界にて、アイドル神であるイヌの神様「ポチッ」とネコの神様「にゃ〜」がトップアイドルの座を賭けて、千年に一度の「ポチッとにゃ〜祭」で勝負をしようとしていた。この勝敗により、次の1000年間どちらが天界の神々からちやほやされるかが決まる。
魔導師のタマゴのプリムは神様からの誘いを受け、ご褒美の「かぼちゃプリン」を手に入れるため、祭こと「ポチにゃ〜バトル」に参加することになった。
なお、『ぷよぷよ』シリーズの後継にも当たる本作の舞台は、設定上は『魔導物語』シリーズの主人公達が活躍した時代から1000年後とされているが、『魔導物語』の舞台となった大陸とは異なる地域が舞台である。

## 登場キャラクター

### 神
ゲーム中操作するブロックとして登場する。
ポチッ&にゃ〜 (Pochi & Nyaa)
年齢：数千歳 / 誕生日：? / 身長：自由自在
ほかの神さまからちやほやされるのが仕事というアイドル神。2匹はライバル同士。
にゃ〜が1P側のブロック、ポチッが2P側のブロックとして登場する。

### プレイヤーキャラクター
プリムローズ・アモル (Primrose Amor)
年齢：13歳 / 誕生日：8月3日 / 身長：144cm
本作の主人公。愛称はプリム (Prim)。港町ソルシエルに両親・姉と暮らしている魔導師のタマゴ。母親が外国人なのでしゃべると、ときどき外国語がまじる。
ストーリーモードでは彼女を操作することになる。
リヴ (Liv)
年齢：3ヶ月 / 誕生日：? / 身長：140cm
生まれたばかりの世界樹の精。植物系種族きってのお嬢さま。
ミスティ (Misty)
年齢：18歳 / 誕生日：3月15日 / 身長：168cm
舞いによって魔力を導く戦闘技法エンシェントアーツの使い手。
ジュラード・テスティス (Jurado Tethtith)
年齢：425歳 / 誕生日：8月10日 / 身長：180cm
魔族でありながら魔導師志望という変わり者。方向音痴。AC版ではテスティス、PS2版ではジュラード名義で登場する。
くまだうどん (Kumada Udon)
年齢：12歳 / 誕生日：9月13日 / 身長：138cm
ふるさとでは聖獣・山の神として崇められている白くま。
グラベル (Graber)
年齢：? / 誕生日：1月18日 / 身長：178cm
今から三百年前に活躍した英雄の霊。頭が固い頑固者。i-mode版『魔導物語』では同名の若い青年が登場した（同一人物かは不明）。
パラディスス (Paradisus)
年齢：500歳 / 誕生日：4月30日 / 身長：183cm
ジュラードの兄で裁きの館で死者の生前の罪を審判する裁判官。裁判で望む相手の過去と未来がすべて記される「過去の書」を持つ。
ゲーム本編には登場しないが、当時の公式サイトや漫画では、ジュラードのピンチに駆けつける仮面を付けた謎の男「赤い月光」として登場している（本人は正体を否定している）。
ミスターシェルヘッド (Mr. Shellhead)
年齢：?歳 / 誕生日：? / 身長：185cm
本作の最終ボス。仮面をつけた謎多き人。

### PS2版追加キャラクター
ユーデクス (Eudex)
年齢：1200歳 / 誕生日：10月1日 / 身長：180cm
パラディスス&ジュラード兄弟の父。元冥界第五区の担当官にして総支配。家督を長男に譲り、悠悠自適な隠居生活中。
パンプキー (Punpkie)
年齢：? / 誕生日：? / 身長：90cm
ハロウィンのカボチャの提灯のような魔物。攻撃的で短気でイタズラ好き。リヴには頭が上がらない。
ソンファ (Song-Hua / 善花)
年齢：16歳 / 誕生日：10月8日 / 身長：163cm
姉御肌の竜人族の少女。閉鎖的な村での暮らしには飽き飽きしており、外の世界に憧れている。
ボンビ〜ナ (Bomby~na)
隠しキャラクター。青い肌のリザードマン。ソンファの婚約者だが、ソンファからは避けられている。
カイル (Kyle)
隠しキャラクター。グラベルの曾孫。黄色いマフラーを身につけて銃を扱う駆け出しの勇者。